# ハッピーとれいるず!
『ハッピーとれいるず!』は荒井チェリーの4コマ漫画作品。芳文社発行の雑誌『まんがタイムきららキャラット』で2007年2月号から2008年7月号まで連載された。

## ストーリー
学園内での困り事を解決する校内便利屋の活躍を描くギャグストーリー。

## 登場人物

### 便利屋
安田宝 （やすだ たから）
明るい性格でしっかり者だがバリバリの現実主義者で、幼稚園時代の「大きくなったらなりたいもの」は「こうむいん（公務員）」だった少女。口癖は「豊かな老後の為に」。幼なじみの2人（杉本亜胡、清水唯士）があまりにも頼りないので「二人の面倒は私が見なければ」と常に考えている。小柄だが巨乳。成績は学年トップクラス。「校内便利屋」発足を思い立ち実行に移す。『三者三葉』にも登場する「東高」の2年生でクラスは2-B。
杉本亜胡 （すぎもと あこ）
宝の小さい頃からの幼なじみ。長い黒髪の寡黙な美少女。セリフがフキダシではなく空中にそのまま貼られているのが特徴。魔法使いになるのが小さい頃からの夢で、魔法で人を幸せにしようと通信教育「魔女検定」で魔女になる。一見怪しい通信販売のようだが実際に魔法は使えるらしい。真面目で純真な性格だがやや天然。
清水唯士 （しみず はいじ）
宝の小さい頃からの幼なじみその2。アメリカ人の父を持つハーフ。長身で金髪碧眼の美少年だが、脳天気で何も考えておらず頭の中身は小学生並み。「大きくなったらなりたいもの」は「くさりがま」。あだ名はアルプス。
前田克樹 （まえだ かつき）
宝の小学校からの同級生の少年。一見ガラが悪そうで実際にケンカも強いが、実は料理が趣味。宝の誘いで校内便利屋に参加することに。元は『みおにっき』『ゆかにっし』のレギュラーキャラクター。
辻一芽 （つじ はじめ）
宝の同級生の少年。小柄で女の子顔だが大食い。頭の中身は唯士といい勝負。克樹と仲がいい。ヒマなので校内便利屋に参加することに。『三者三葉』にも出演。
栗本シャノン （くりもと シャノン）
唯士のいとこで宝たちより一つ下の高校1年生。通称ノンちゃん。金髪碧眼の美少女で見た目は外国人そのものだが、実は日本生まれの日本育ちで英語が全く話せない。地方で生まれ育ったので言葉が訛っている（東北弁）。明るく朗らかで屈託のない性格。特技は幽霊が見える & 会話出来る事。宝の誘いで校内便利屋に参加することに。
永井鳩 （ながい はと）
シャノンの親友で祥太郎の幼馴染。ちょっと暗めの眼鏡っ子。シャノンの霊能力に興味を持っている。一度は勧誘を断るものの、宝の話術にのせられて入部。実は眼鏡を外すと美少女である。
大城小麦（おおしろ こむぎ）
宝たちの担任の体育教師。便利屋部の顧問を引き受ける。一見クールな女性だが、実は結婚願望の強い乙女心の持ち主。

### 生徒会
井沢未琴 （いざわ みこと）
宝の通う東高の生徒会長。見目麗しいクールな才女を演じているが実は短気な直情型。小さくて可愛いものに目が無く、小柄で可愛い&巨乳の宝に目をつけるが相手にされず悶々としている。
小林祥太郎 （こばやし しょうたろう）
宝の通う東高の生徒会副会長。穏和な紳士だが微妙に毒のある性格。未琴を遠回しにからかって遊んでいるフシがある。
田所繭子（たどころ まゆこ）
生徒会の会計。植物と絵本が好きな温和な少女。便利屋の活動に理解を示している。
渡辺一真（わたなべ かずま）
生徒会の書記。様子を見るために、便利屋に初めて仕事を依頼した。

## 書籍情報
芳文社より「まんがタイムKRコミックス」として刊行されている。
2008年8月27日に単行本1巻が発売された。
1. 第1巻 ISBN 978-4-8322-7726-7

また、連載終了後も作者の同人誌において何度か後日談が描かれている。